# Les Dernières Cartouches
Les Dernières Cartouches (De laatste patronen) is een schilderij van de Franse kunstschilder Alphonse de Neuville, geschilderd in 1873. Het toont een gebeurtenis uit de Frans-Duitse Oorlog, waar Franse soldaten tijdens de Slag bij Sedan in de Auberge Bourgerie te Bazeilles tot de laatste patroon vochten. Het behoort tot de collectie van het museum Maison de la dernière cartouche in Bazeilles.
Het schilderij was de inspiratie voor een gelijknamige stomme film uit 1897, geregisseerd door Georges Méliès.